# Páez (Cauca)
Páez is een gemeente in het Colombiaanse departement Cauca. De gemeente telt 31.548 inwoners (2005).
- Library of Congress Control Number: n93102458
- Nationale Bibliotheek van Israël: 987007530904205171
- Virtual International Authority File: 154920880

Almaguer · Argelia · Balboa · Bolívar · Buenos Aires · Cajibío · Caldono · Caloto · Corinto · El Tambo · Florencia · Guachené · Guapi · Inzá · Jambaló · La Sierra · La Vega · López · Mercaderes · Miranda · Morales · Padilla · Páez · Patía · Piamonte · Piendamó · Popayán · Puerto Tejada · Puracé · Rosas · San Sebastián · Santander de Quilichao · Santa Rosa · Silvia · Sotará · Suárez · Sucre · Timbío · Timbiquí · Toribio · Totoró · Villa Rica